# Porcellio grandorii
Porcellio grandorii är en kräftdjursart som beskrevs av Arcangeli1932. Porcellio grandorii ingår i släktet Porcellio och familjen Porcellionidae. Inga underarter finns listade i Catalogue of Life.